# Соціальний характер
Соціальний характер — це центральне базове поняття аналітичної соціальної психології Еріха Фромма. Це поняття, яке описує формування спільної структури характеру суспільства або соціального класу відповідно до їхнього способу життя та соціальних очікувань і вимог щодо соціально адаптивної поведінки. Соціальний характер стосується спільних рис особистості та поведінки, які притаманні людям певного суспільства чи соціального класу.

## Огляд концепції соціального характеру
Термін "соціальний характер" з'являється лише наприкінці 1930-х років. Перший систематичний опис можна знайти в додатку до книги "Втеча від свободи" у 1941 році. Однак ідея, що лежить в основі поняття "соціальний характер", сформувалася у Фромма набагато раніше.
На думку Фромма, ця концепція інтегрує теорію Карла Маркса про те, як спосіб виробництва визначає ідеологію, з концепцією характеру Фройда.
У той час як індивідуальний характер описує багатство структури характеру окремої людини, соціальний характер описує емоційні установки, спільні для людей у соціальному класі або суспільстві. Соціальний характер значною мірою формується в сім'ї, яка є агентом суспільства, але також розвивається в інших інститутах суспільства, таких як школа та робоче місце. Функція соціального характеру полягає в тому, щоб мотивувати людей до виконання очікуваних соціальних завдань, пов'язаних з роботою і взаємодією, освітою і споживанням. Виникаючи у взаємодії соціально-економічної та соціально-лібідозної структури, соціальний характер дає змогу використовувати людську енергію як суспільно продуктивний ресурс.
Еріх Фромм наголошує на соціальних потребах, яким повинні підкорятися члени суспільства. Для того, щоб суспільство функціонувало адекватно, його члени повинні набути такої структури характеру, яка дозволить їм робити те, що потрібно для процвітання. Наприклад, в авторитарному суспільстві очікується, що люди будуть мотивовані підкорятися ієрархії і самовіддано виконувати отримані вказівки. У селянському суспільстві люди соціалізовані, щоб заощаджувати і працювати самостійно. Натомість у вседозволеній споживацькій культурі люди соціалізуються для того, щоб споживати із задоволенням та екстенсивно.
Структура характеру в кожному суспільстві формується таким чином, що люди можуть відповідати очікуванням майже добровільно. Кожна людина розвиває риси характеру і ціннісні орієнтації, які відрізняють її від людей, що живуть в інших культурах, люди в кожній культурі з однаковим способом виробництва поділяють базові елементи соціального характеру.
Фромма не цікавлять особливості, за якими окремі люди відрізняються один від одного, але він запитує, що є спільним для більшості людей у їхніх психологічних реакціях. Тому він досліджує ту частину структури характеру, яка є спільною для більшості членів суспільства. Фромм описує це загальне ядро в характері як соціальний характер. Формування соціального характеру відбувається в більшості суспільств за рахунок спонтанності та свободи індивідів.

## Використані джерела
1. 1 2  Funk, Rainer (1998). Erich Fromm's Concept of Social Character. Social Thought & Research. Т. 21, № 1/2. с. 215—229. ISSN 1094-5830. Процитовано 15 липня 2024.
2. 1 2  Котигорошко, Владислав (18 січня 2024). Біографія Еріха Фромма: Житєвий шлях і вклад у психологію (укр.). Процитовано 15 липня 2024.
3. ↑  Cortina, Mauricio (3 липня 2015). The Greatness and Limitations of Erich Fromm’s Humanism. Contemporary Psychoanalysis (англ.). Т. 51, № 3. с. 388—422. doi:10.1080/00107530.2015.999297. ISSN 0010-7530. Процитовано 15 липня 2024.
4. 1 2  Jensen, Walter A. (2017-06). Erich Fromm's Contributions to Sociological Theory (англ.). Walter Adrian Jensen. ISBN 978-0-9704919-4-7.
5. ↑  Поломошнов, Борис (23 лютого 2021). Еріх Фромм: «Втеча від свободи» (укр.). Litres. ISBN 978-5-04-331386-7.